# Carl Worms

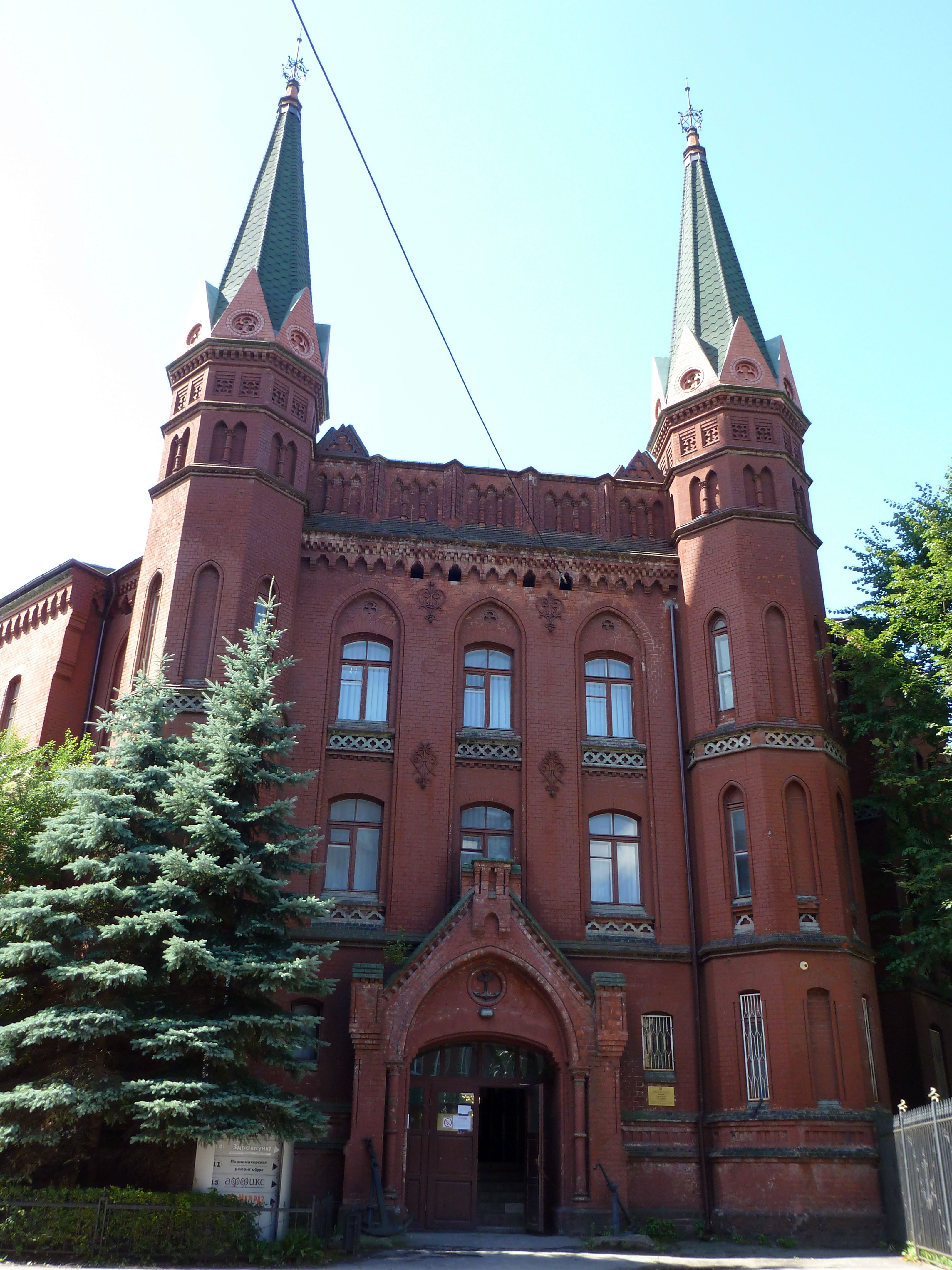
St. Georgs-Hospital in Königsberg (jetzt Kaliningrad)

Friedrich August Heinrich Karl (auch Carl) Worms (* 1858 oder 1859 in Liebstadt; Kreis Mohrungen, seit 1945 Polen; † 10. Februar 1912 in Königsberg (Preußen), seit 1946 Kaliningrad, Russland) war ein preußischer Regierungsbaumeister und Stadtbauinspektor.

## Leben und Wirken
Carl Worms war der Sohn des Kaufmanns Friedrich Wilhelm Worms und dessen Ehefrau Marie, geborene Classen.
Carl Worms war 1894 Regierungs- und Stadtbaumeister in Königsberg.
In diesem Jahr begann der Bau des neuen St. Georgshospitalgebäudes in der Hinteren Vorstadt nach seinen Plänen.  Dieses wurde eines der größten seiner Art und ist in großen Teilen erhalten.
Um 1900 entwarf er die Villa Worms in Amalienau in der Adalberstraße 3, die er spätestens seit 1904 bewohnte. 1905 wurde die Villa Liebeck in der Goethestraße 8 in Amalienau nach seinen Plänen gebaut.
Carl Worms projektierte außerdem 73 neue Wohnhäuser in der Vorstadt.
1905 war er Stadtbauinspektor in Königsberg.
Worms starb 1912 im Alter von 53 Jahren in seiner Königsberger Wohnung. Er war verheiratet mit Betty, geborene Boesler.